# Dipartimento di Diamante
Diamante è un dipartimento argentino, situato nella parte occidentale della provincia di Entre Ríos, con capoluogo Diamante. Esso è stato istituito il 13 aprile 1849.

## Geografia fisica
Esso confina con la provincia di Santa Fe e con i dipartimenti di Paraná, Nogoyá e Victoria.

## Società

### Evoluzione demografica
Secondo il censimento del 2001, su un territorio di 2.774 km², la popolazione ammontava a 44.095 abitanti, con un aumento demografico del 10,77% rispetto al censimento del 1991.

## Amministrazione
Nel 2001 il dipartimento comprendeva:
- 4 comuni (municipios in spagnolo):
  - Diamante
  - General Ramírez
  - Villa Valle María
  - Libertador San Martín
- 12 centri rurali (centros rurales de población in spagnolo):
  - Aldea Protestante
  - Aldea Brasilera
  - Las Cuevas
  - Aldea Spatzenkutter
  - Colonia Ensayo
  - Costa Grande
  - El Carmen - Estacion Racedo
  - General Alvear
  - Isletas
  - Aldea Salto
  - Estación Camps
  - Aldea Grapschental